# Ceratozamia subroseophylla
Ceratozamia subroseophylla — вид саговникоподібних з родини замієвих (Zamiaceae). Місцем проживання цього виду є Мексика (Веракрус, Табаско).